# Stanford Encyclopedia of Philosophy
Stanford Encyclopedia of Philosophy (SEP) er en filosofisk online-encyklopædi, som drives af Stanford University. Opslagsværket grundlagdes af Edward N. Zalta i 1995 med finansiering fra National Endowment for the Humanities og National Science Foundation i USA. 
Hvert opslagsord er skrevet af en ekspert på området. Blandt disse findes professorer fra over 65 akademiske institutioner rundtom i verden. Skribenterne giver Stanford University tilladelse til at publicere artiklerne men beholder ophavsretten til teksten. Opslagsværket benytter sig af peer review.